# سبع البرمبة (فلم)
سبع البرمبة فيلم كوميدي مصري من إنتاج سنة 2019، الفيلم من إخراج محمود كريم، وتأليف لؤي السيد، وإنتاج الإخوة المتحدين (الإخوة المتحدين للسينما)، ومن بطولة رامز جلال، وجميلة عوض، ومها أبو عوف، وبيومي فؤاد، ومحمد ثروت، ومحمد عبدالرحمن.

## القصة
عمر الشرقاوي مهندس ديكور، لديه مكتب ديكورات مع صديقه وشريكه إبراهيم زكي، وقد أحب الفتاة الجميلة نسمه شوكت، وتقدم لخطبتها، ولكن والدها شوكت الحجار رفض، لأن عائلة الحجار وأبناءهم جميعًا، يتمتعون ببنيأن قوي، حيث يمارسون جميعًا ألعاب كمال الأجسام ورفع الأثقال، بينما كأن عمر نحيفًا مثل عود القصب، ولا يستطيع أن يحمي إبنتهم نسمه، وخصوصًا أن ابن عمها، بطل كمال الأجسام صبري يريد أن يتزوج ابنة عمه نسمة، وأمام إصرار نسمة على الزواج من عمر، رضخ الجميع لرغبتها رغم أنفهم. وأثناء سفر عمر بصحبة نسمة، لقضاء شهر العسل، قام صبري بتحريض بعض أصدقاءه، للإعتداء على عمر، الذي تحمل الضرب، وطلب من نسمة الهروب، فإستقلت سيارة المعتدين، وفرت هاربة، ولكنها فقدت السيطرة على عجلة القيادة، فإنقلبت بها السيارة، وتم نقل نسمة وعمر للمستشفي. أصيبت نسمة بإنهيار عصبي، لشعورها بعدم الأمأن، بعد أن عجز عمر عن حمايتها، وتم اللجوء للطبيب النفسي شبراوي عظيمه، الذي نصح بعودة نسمة لمنزل الزوجية، غير أن نسمة شاهدت فيلم الجزيرة، وإنبهرت ببطله القوي منصور الحفني، وتناست الواقع الحقيقي، ودخلت شرنقة البطل، وفرضت واقع إفتراضي، حيث رأت زوجها عمر، كأنه منصور الحفني. تم اللجوء للفنأن أحمد السقا، عن طريق الصحفية نادين شوكت، شقيقة نسمة، التي عرفتهم بالفنأن، والذي تفهم الموقف، ووافق على الدخول في تمثيلية، يتغلب فيها عمر عليه، ونجحت الخطة، وعادت نسمة لطبيعتها في أحضأن زوجها عمر. بينما أقام إبراهيم صديق عمر، علاقة حب مع نادين، التي كأنت عازفة عن الإرتباط برجل، وتقدم إبراهيم لخطبتها، ورفض والدها. وأثناء رحلة بحرية، سقطت نسمة في الماء، وعجز عمر عن إنقاذها، لعدم إجادته للسباحة، وتولي بحارة اللنش إنقاذها، وإنتكست نسمة، التي شاهدت مسلسل كلبش، وأنبهرت بشخصية الضابط سليم الأنصاري، وتخيلته في صورة زوجها عمر. أراد شبراوي عظيمة، أن يحطم الأسد سليم الأنصاري بأسد آخر، وهو الفنأن أحمد عز في فيلم الخلية، ولكن لم تفلح المحاولة، ولجأ الطبيب عظيمة، لنظرية الخلخلة النفسية، وإستعأن بالفنأن كرارة، ليشرك عمر في معركة ضد الإرهابيين، حيث يظهر عمر بطلاً، ونجحت الخطة، وعادت نسمة لطبيعتها في أحضأن زوجها عمر. غير أن الست هناء والدة عمر، دعت الجميع لقضاء يوم في بأنوراما السخنة، وتناول أكلة سمك، ثم ركوب التريفليك، وتعرضت نسمة للسقوط من إرتفاع، وتعلقت بباب التريفليك، وعجز عمر عن إنقاذها، وسقطت من إرتفاع لتستقبلها الوسائد الهوائية، وتنتكس للمرة الثالثة، وتم منعها من مشاهدة التليفزيون، غير أنها تمكنت من مشاهدة مسلسل رحيم، وتأثرت بالبطل ، ورأته بطلها وحاميها، في صورة زوجها عمر، ورفض ياسر جلال أن يشارك في خدعة، حيث رأي أن نسمة يجب أن ترى البطل الحقيقي داخل زوجها، وليس البطل المزيف الذي يواجهها به، وتشعر أنه الرجل الذي يستطيع أن يحميها بجد، وإلا يبقي لا يستحقها، فقرر عمر الأنفصال عن نسمة، وفاتح والدها في الأمر، والذي رحب بفكرة الطلاق، غير أن حريق شب بالفيللا، وإحتجزت نسمة بالدور العلوي، وسارع عمر لإنقاذها، ونجح في إقتحام ألسنة اللهب، وأنقذ زوجته من موت محقق، ورأت نسمة في زوجها عمر البطل، الذي يستطيع حمايتها، وتم شفاءها وعودتها لأحضأن زوجها عمر، وتقدم إبراهيم للزواج من نادين، التي أجبرت والدها على الموافقة. إكتشف عمر أن ياسر جلال هو الذي أشعل النار في الفيللا، ليتيح له الفرصة، ليظهر معدنه الحقيقي.

## طاقم التمثيل
| - رامز جلال: عمر - جميلة عوض: نسمة - بيومي فؤاد: شوكت والد نسمة - محمد عبد الرحمن: إبراهيم | - محمد ثروت: دكتور عظيمة - مها أبو عوف: كاميليا والدة نسمة - نور قدري: نادين شقيقة نسمة - الشحات مبروك: لطفي الحجار عم نسمة | - بدرية طلبة: هناء والدة إبراهيم - محمد أسامة:عربي شطة - طاهر أبو ليلة:بائع الكراسي - سارة درزاوي | - أحمد السقا (ضيف شرف) - أمير كرارة (ضيف شرف) - ياسر جلال (ضيف شرف) |

بالإشتراك مع: محمد أبو النجا: صبري أبن عم نسمة- شريف حسني:نشأت- مدحت حسني:صفوت- ياسر الزنكلوني: ضابط السينما- أحمد سعد ميشو:رجل السينما- مدحت حطبة:كابتن الساونا- خالد جواد:الحلاق- صلاح لالا:رجل الأمن- أحمد عبد الصبور:الزوج- داليا سمير:الزوجة- ممدوح سالم:عامل التليفريك- أنور:مدير امن القرية- عبد الرحمن مالك:المخرج- أحمد فهيم:الدكتور- أيهاب مالك:بائع التلفزيونات- أحمد الحسيني:رجل العصابة- علاء الشيخ:رجل العصابة- فكري:شاب الخطف- نيرة رشاد:صديقة نسمة- أية عبد العزيز:صديقة نسمة- أبراهيم عبد اللطيف:رجل السومو

## وصلات خارجية
- سبع البرمبة على موقع قاعدة بيأنات الأفلام العربية
- سبع البرمية على موقع IMDb (بالإنجليزية)